# Lupinus sarmentosus
Lupinus sarmentosus är en ärtväxtart som beskrevs av Louis Auguste Joseph Desrousseaux. Lupinus sarmentosus ingår i släktet lupiner, och familjen ärtväxter. Inga underarter finns listade i Catalogue of Life.